# Sparkasse Hochrhein
Die Sparkasse Hochrhein ist eine öffentlich-rechtliche Sparkasse mit Sitz in Waldshut-Tiengen. Ihr Geschäftsgebiet erstreckt sich im Süden des Landkreises Waldshut von Wehr (Baden) im Westen bis nach Jestetten im Osten. Die Grenze zur Schweiz verläuft südlich entlang des Rheins.

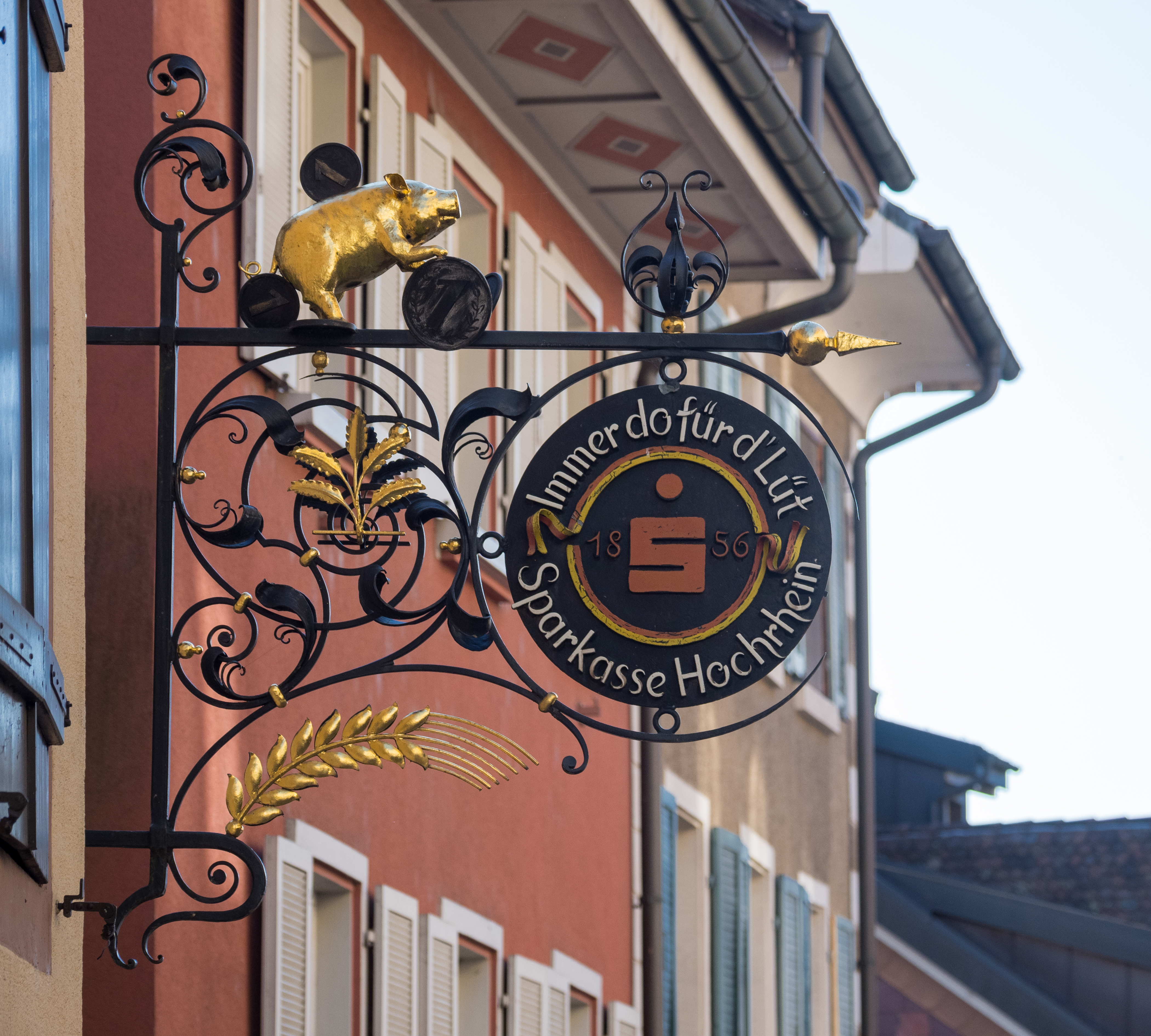
Sparkasse Hochrhein in Laufenburg

## Organisationsstruktur
Die Sparkasse Hochrhein ist eine Anstalt des öffentlichen Rechts. Rechtsgrundlagen sind das Sparkassengesetz für Baden-Württemberg und die Satzung der Sparkasse. Organe der Sparkasse sind der Vorstand, der Verwaltungsrat und der Kreditausschuss.
Als selbstständiges Wirtschaftsunternehmen verfolgt die Sparkasse Hochrhein das Ziel, in ihrem Geschäftsgebiet die angemessene und ausreichende Versorgung aller Bevölkerungskreise, der Wirtschaft und der öffentlichen Hand mit geld- und kreditwirtschaftlichen Leistungen sicherzustellen. Hierfür unterhält sie derzeit in 20 Gemeinden des Landkreises Waldshut eigene Geschäftsstellen. In Bad Säckingen, Waldshut und Jestetten ist zudem jeweils ein Immobilien-Center etabliert. In Waldshut steht den Kunden zusätzlich eine eigene Versicherungsabteilung zur Verfügung. Mit einem Marktanteil von zirka 50 % im Privatkunden-Bereich ist die Sparkasse Hochrhein der wichtigste Finanzdienstleister vor Ort.

## Geschäftsausrichtung und Geschäftserfolg
Die Sparkasse Hochrhein betreibt als Sparkasse das Universalbankgeschäft. Die Sparkasse Hochrhein wies im Geschäftsjahr 2023 eine Bilanzsumme von 3,773 Mrd. Euro aus und verfügte über Kundeneinlagen von 2,577 Mrd. Euro. Gemäß der Sparkassenrangliste 2023 liegt sie nach Bilanzsumme auf Rang 133. Sie unterhält 28 Filialen/Selbstbedienungsstandorte und beschäftigt 487 Mitarbeiter.
Auf Grund der Nähe zur Schweiz bietet die Sparkasse Hochrhein den über 10.000 in ihrem Geschäftsgebiet wohnenden Grenzgängern spezielle Produkte an. Unter anderem einen direkten Anschluss an den Schweizer Zahlungsverkehr für einen schnellen Geldtransfer nach Deutschland.
Neben einem umfangreichen Angebot für Privatkunden werden Leistungen für Firmen- und Gewerbekunden angeboten.

## Gesellschaftliches Engagement
Die Sparkasse Hochrhein arbeitet als selbstständiges Wirtschaftsunternehmen in kommunaler Trägerschaft. Aus den Gewinnen unterstützt die Sparkasse Hochrhein kulturelle, soziale und wirtschaftliche Projekte und stärkt das Eigenkapital. Zur Förderung der Region hat die Sparkasse Hochrhein gemeinsam mit dem Südkurier im Jahr 2010 den Vereinswettbewerb „Wir für die Region“ ins Leben gerufen. Hier wird jährlich eine fünfstellige Summe in verschiedene Projekte von Vereinen aus dem Landkreis investiert.
Zusätzlich hat die Sparkasse Hochrhein die Stiftung „an morgen denken“ und die Sparkassen-Kulturstiftung Bad Säckingen gegründet. Die Stiftungen haben das Ziel, das Gemeinwohl in der Region zu fördern – von der Förderung der Kunst bis hin zur Hilfe für Bedürftige.

## Ausbildung
Mit jährlich etwa 20 neuen Auszubildenden zählt die Sparkasse Hochrhein zu den großen Ausbildern in der Region. Ausgebildet wird in den Berufen Bankkaufmann/-frau und Finanzassistent/-in.
Neben der praktischen Ausbildung werden die Auszubildenden in der Kaufmännischen Schule Schopfheim unterrichtet. Auch ein berufsbegleitendes Studium zum Bachelor of Arts (B.A.), Fachrichtung Finanzdienstleistungen, ist möglich. Die Vorlesungen finden dabei an der DHBW Lörrach statt.

## Geschichte
Die Sparkasse Hochrhein wurde zum 23. März 1856 auf Anregung der großherzoglichen Staatsbehörde als Waisen- und Sparkasse in Waldshut gegründet. Die Statuten wurden der schon bestehenden Kasse von Stühlingen nachgebildet. Im amtlichen Verkündigungsblatt wurde dazu vermerkt: „Wir erblicken in der Anstalt eine der wohltätigsten Stiftungen der Zeit, für deren Früchte unsere Nachkommen ewig dankbar sein werden“. 1858 traten die Gemeinden des ehemaligen Amtsbezirks Jestetten bei. Nach der Gründung war die Sparkasse zunächst in der Wohnung des Stadtrechners Jakob Indlekofer in der Kaiserstraße untergebracht, nach der Übernahme durch den Notar Phillip Koch im Jahr 1861 wurde sie in dessen Wohnung verlegt. Nach mehreren weiteren Umzügen wurde im Oktober 1934 das noch heute bestehende Verwaltungsgebäude in der Bismarckstraße in unmittelbarer Nähe des Bahnhofs eingeweiht. 1919 wurde der Name in "Bezirkssparkasse Waldshut" geändert. Der heutige Name "Sparkasse Hochrhein" existiert seit der Fusion mit der Sparkasse Murg-Laufenburg 1973. Die letzte Fusion ereignete sich 1991 mit der damaligen Sparkasse Bad Säckingen. Im Jahr 2016 konnte die Sparkasse Hochrhein ihr 150-jähriges Jubiläum feiern.